# Sicyopus leprurus
Sicyopus leprurus es una especie de pez de la familia de los Gobiidae en el orden de los Perciformes.

## Hábitat
Es un pez de clima tropical y bentopelágico.

## Distribución geográfica
Se encuentran en las Islas Ryukyu e Islas Marianas.

## Observaciones
Es inofensivo para los humanos.